# Les Helvétiques
Les Helvétiques est une aventure de Corto Maltese écrite et dessinée par Hugo Pratt. L'intrigue de l'album se déroule en 1924, dans un village suisse du Tessin, et a pour thème le monde des légendes médiévales. Selon son auteur, « C'est une aventure surréaliste, avec un arrière-plan mythologique, [...] j'ai fait une histoire complètement farfelue, mais j'avais envie de me raconter cette fable et de témoigner de toutes ces choses qui ont été importantes pour moi. Encore une fois, c'est un hommage à tout ce monde qui m'a accompagné, à ces auteurs qui, parfois, ne sont pas très connus mais qui m'ont aidé à vivre. J'avais comme une dette envers eux. ».

## L’histoire
Depuis peu, le marin Corto Maltese a pris la décision de vivre en solitaire dans le petit village suisse de Savuit sur Lutry (canton de Vaud). Un jour, il accepte d’accompagner son vieil ami, le professeur Jeremiah Steiner, à Sion, après s'être donné rendez-vous à Lugano (canton du Tessin). Auparavant, Steiner compte faire une étape à Montagnola, chez son ami l’écrivain Hermann Hesse. À leur arrivée, Corto est en proie à d’étranges hallucinations. Il est accueilli par un jeune garçon prétendant s’appeler Klingsor et notre héros bascule soudain dans un monde ésotérique de légendes et de magies qu’il ne soupçonnait pas dans ce pays.
Steiner s’inquiète de la santé de Corto, car lui n’a vu aucun enfant. En tout cas, Hesse est absent. Il ne sera là que le lendemain mais ils peuvent s’installer.
Avant d’aller se reposer, Steiner l’invite à jeter un coup d’œil dans la bibliothèque de la maison pour l’entretenir de ce fameux Klingsor, l’un des héros d’une nouvelle de Hermann Hesse : Le dernier été de Klingsor. Ce chevalier s’appelait Clinschor dans le Perceval de Chrétien de Troyes puis Wolfram von Eschenbach l’adapta pour son Parzival. Corto se saisit de ce dernier livre pour en lire quelques pages avant de s’endormir.
Emporté par sa lecture, il est pris dans un tourbillon où il est chargé d’une mission : rechercher la rose alchimique se trouvant dans le château du Saint Graal. Sur son chemin, il croise la route de la mort, du chevalier Klingsor, de fées qui marchent à l’envers. Il doit aussi affronter un ogre-gorille, futur roi Kong, avant d’entrer dans le château et cueillir la rose magique. Sa mission accomplie, le bouc satanique se dresse en travers de son chemin. Il l’accuse d’avoir bu l’eau de la fontaine de jouvence dans le vase sacré. Corto est traîné devant dix représentants de l’enfer. Klingsor se désigne comme avocat de la défense. Face à la bouffonnerie de ce procès, Corto Maltese s’en sortira-t-il ?

## Allusions culturelles
Cet épisode mêle habilement des références variées à l'ésotérisme, à la culture suisse et, plus généralement européenne, ainsi que des références inattendues,,,, :

### Allusions à l'alchimie

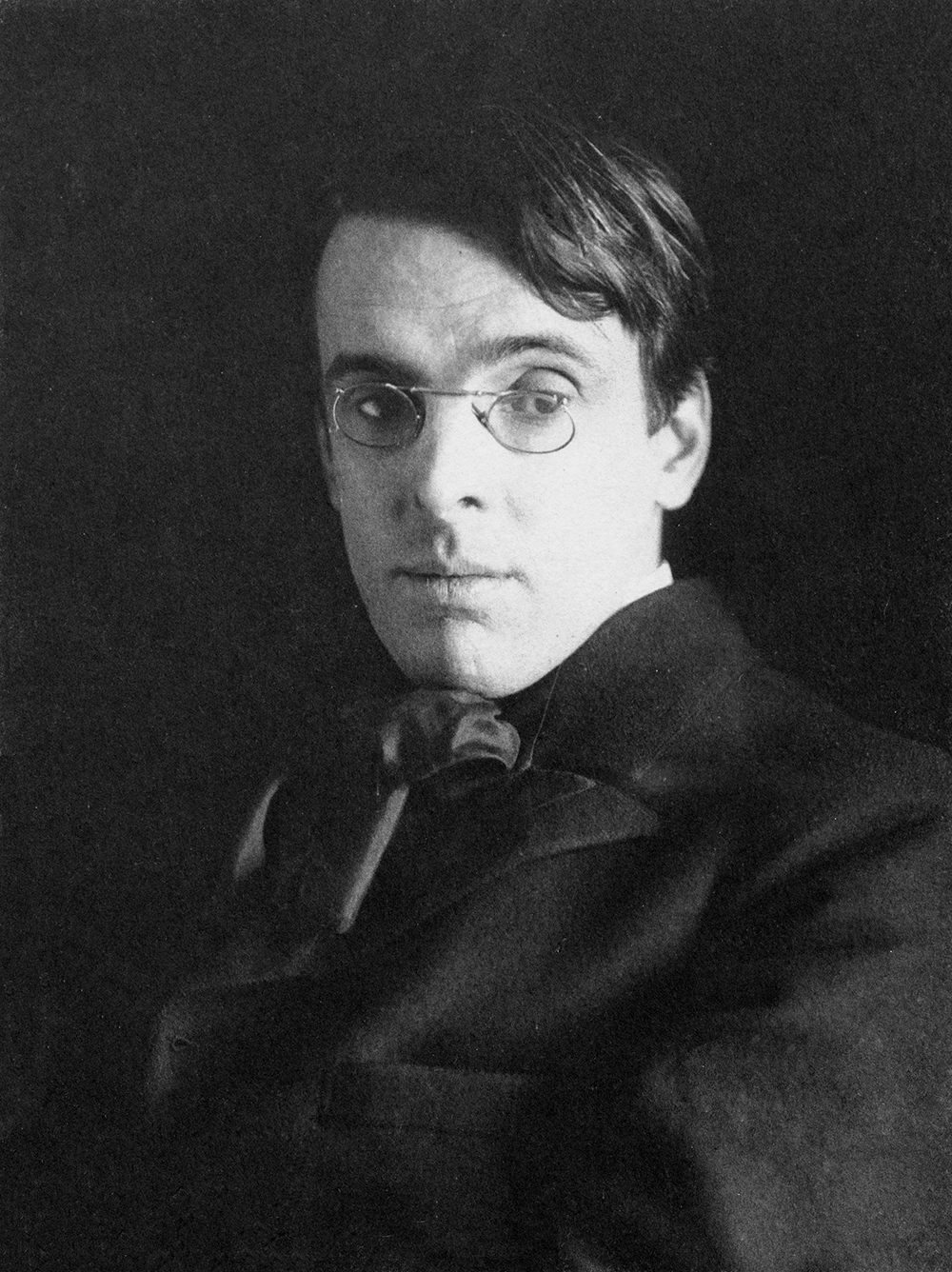
Photo de William Butler Yeats, prise par Alice Boughton en 1903

- Le titre original de l'épisode, Rosa Alchemica, est emprunté à celui d'un recueil d’œuvres du poète irlandais William Butler Yeats traduites en italien[a]. Pratt, qui l'apprécie beaucoup, y faisait déjà allusion dans Les Celtiques, à travers un poème figurant sur la couverture de certaines éditions. Le bédéiste explique que ce titre désigne une expression concernant l'alchimie qui les a fasciné tous les deux, attribuée à une couleur, "rose de Thuringe". Lorsqu'on recherche la pierre philosophale, on réduit en poudre plusieurs substances et, après les avoir brûlées, on obtient cette couleur, rose rouge. C'est une robe de cette couleur que, dans la BD, Corto offrira à Erica, la fille du vigneron Vanas[b]. Pratt poursuit en disant que cette pierre symbolise aussi une manière de penser, de chercher et cette rose alchimique est une clé de passage initiatique vers un ensemble ésotérique. Yeats s'était aussi intéressé aux travaux de Madame Blavatsky et faisait partie de l'Ordre hermétique de l'Aube dorée, société secrète anglaise (sans rapport avec l'organisation politique grecque l'Aube dorée). Aussi, La Rose de Thuringe est une œuvre écrite en 1930 par l'écrivain suisse Pierre Girard. Il s'agit sans doute de références au Roman de la Rose, œuvre poétique française médiévale. Mais aussi à Sainte Élisabeth de Hongrie, qui fut souveraine de Thuringe (région historique d'Allemagne), contemporaine de Wolfram von Eschenbach, qui réalisa le miracle des roses.
- Pratt lui-même a fréquenté des alchimistes, tels que le français André Malby, qui l'a aidé pour cette histoire, en réalisant un dossier sur la Suisse et l'occultisme. Sur le même sujet, l'auteur a déclaré à Dominique Petitfaux que les alchimistes existent toujours en France, tout comme les druides. Selon lui, certains de ces derniers se réunissent rue de Rennes à Paris : il suffit de frapper à une porte, on dit "les druides sont morts" et une voix répond "non, entrez". Seulement, ces confréries restent discrètes...
- Lors du trajet en voiture au début de l'histoire, Corto et Steiner discutent de l'alchimiste suisse Paracelse et de ses ouvrages : la Philosophia Sagax » et le traité d'alchimie Archidokes. Le marin exprime sa préférence pour son maître l'abbé bénédictin Johannes Trithemius, avec son Veterum sophorum sigilla et imagines magicae, ainsi que son élève Cornelius Agrippa. Puis, il explique avoir été initié enfant à la kabbale par le rabbin Ezra Toledano, que Steiner a connu en 1897 à Bâle, lors du premier Congrès sioniste, où il se trouvait également Theodor Herzl.

### Références littéraires et picturales

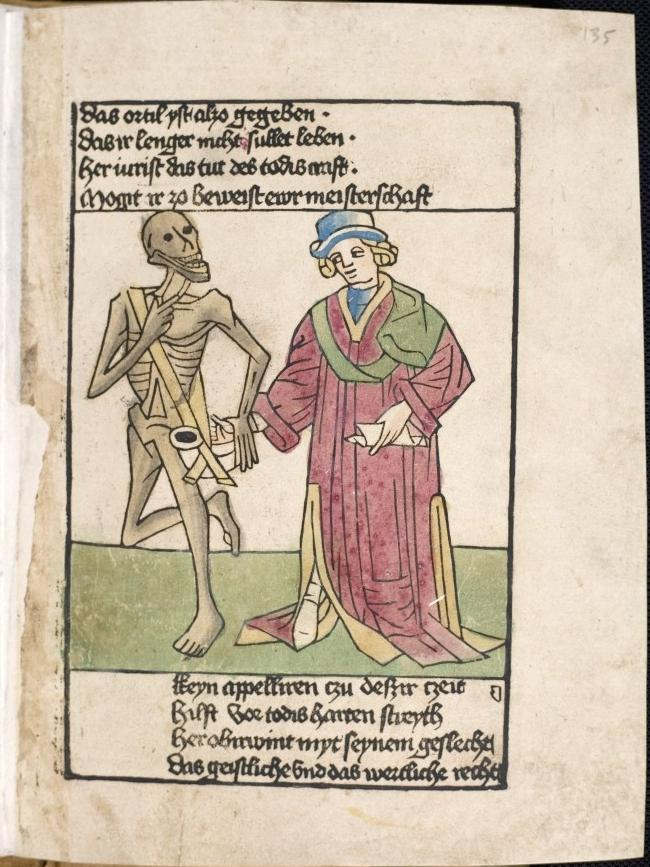
Illustration de la danse macabre du Codices Palatini germanici. L'homme à droite est reproduit dans une vignette de l'album, s'adressant à Corto et disant s'appeler Ulrich von Zatzikhoven.

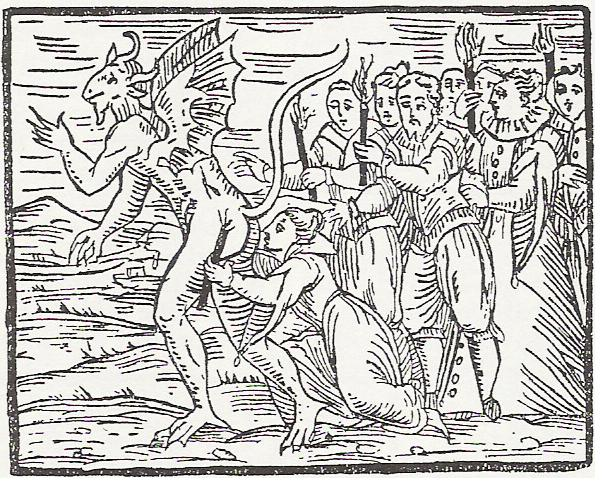
"Baiser obscène de sorcières sur l'anus du diable", gravure sur bois du Compendium Maleficarum, dessiné par Francesco Maria Guazzo en 1608

### Une parodie des mythes et légendes européens

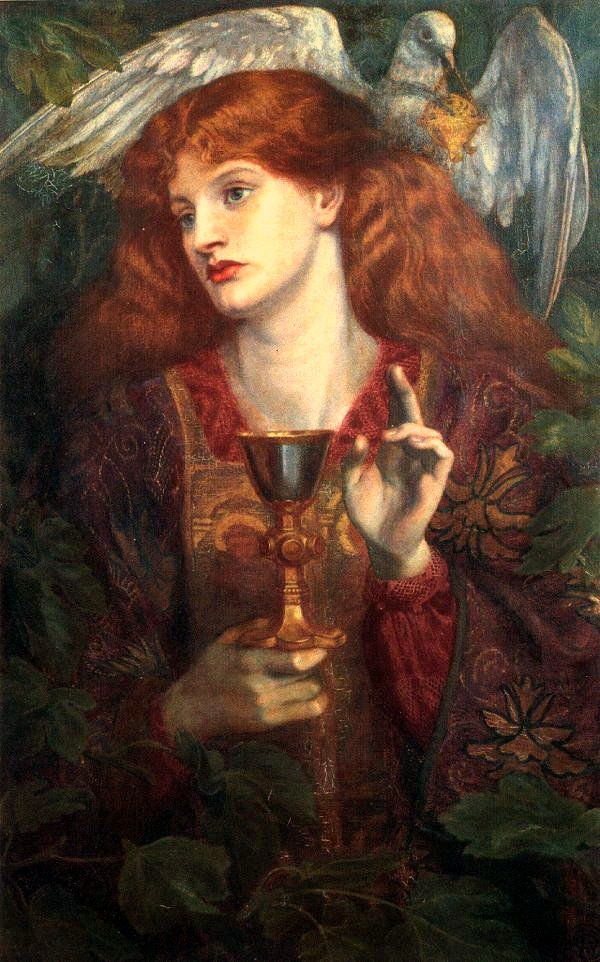
Le Graal peint par Dante Gabriel Rossetti (1860).

## Un grand hommage à la Suisse

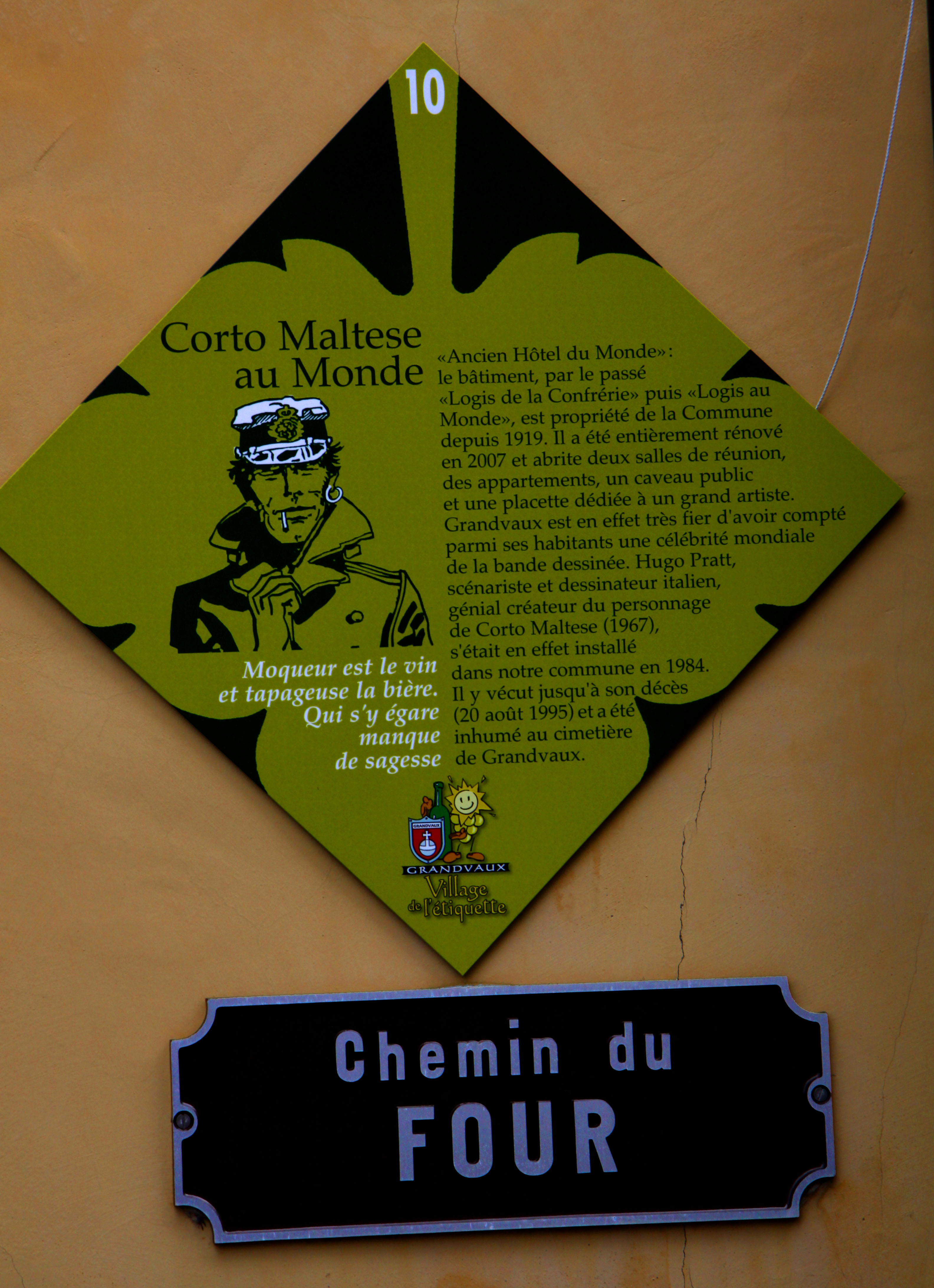
Grandvaux, Chemin du Four : plaque hommage à Corto Maltese

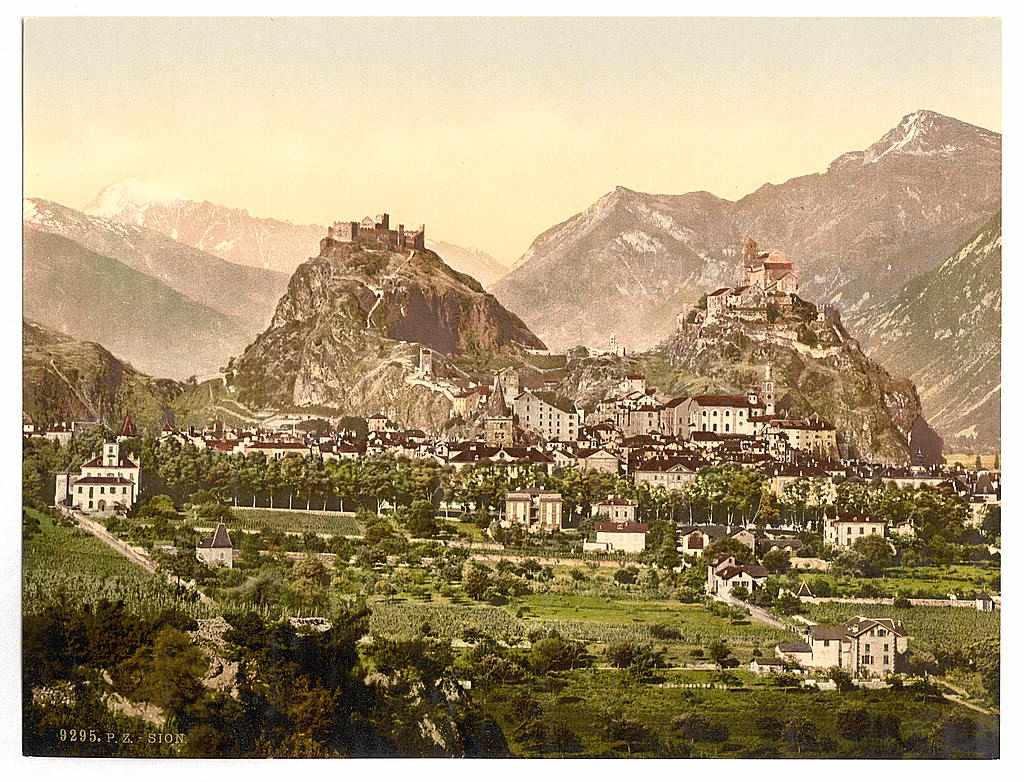
Carte postale du XIXe s, représentant le château de Tourbillon (colline de gauche) et la basilique de Valère sur la colline opposée.

## Présentation des 26 cantons suisses

Carte des cantons de la Suisse, avec leurs abréviations officielles et leurs chefs-lieux.

Armoiries du canton de Schwytz

Drapeau de la Suisse

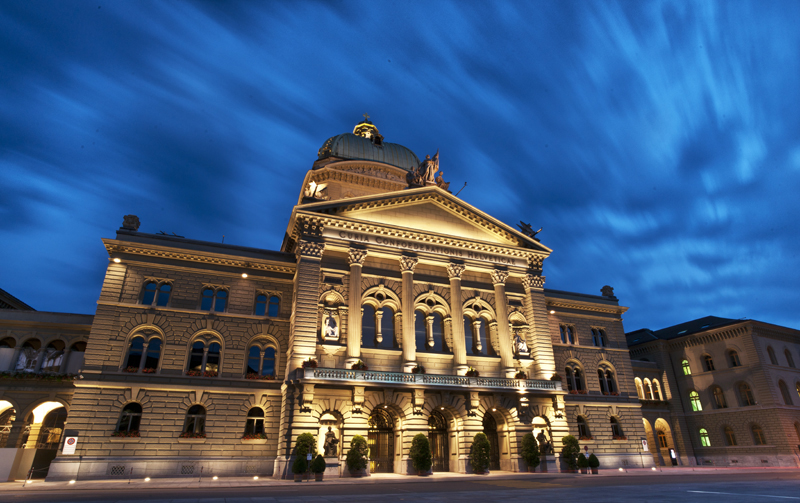
Palais fédéral de Berne, siège du Conseil fédéral (gouvernement) et de l'Assemblée fédérale (parlement) suisse (Conseil national et Conseil des États).

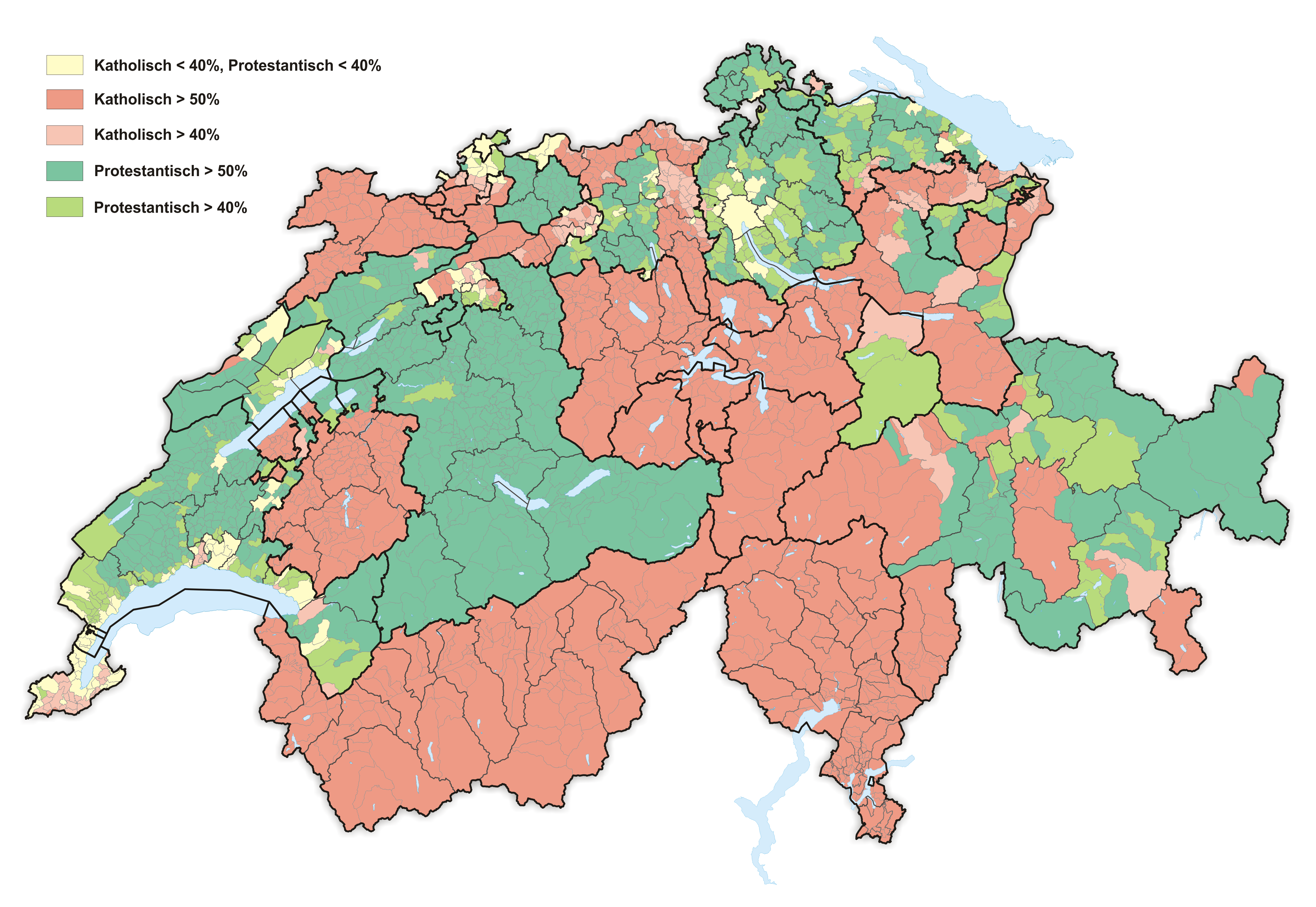
Distribution des confessions en Suisse, au 1er janvier 2017 (vert : Protestants ; rouge : Catholiques).